# Secret Sarai
Secret Sarai is een studioalbum van Gandalf. De muziekstijl van Gandalf is met zijn lange gitaarlijnen en oosterse achtergrondklanken in de loop der jaren nauwelijks aangepast. Het is new agemuziek richting ambient, ook wel omschreven als sonische landschappen. Hier wel met melancholie, reflectie en verdriet. Het album is opgenomen in de Seagull Music Studio van Gandalf zelf.

## Musici
- Gandalf, alle muziekinstrumenten behalve:
- Peter Aschenbrenner – fluitjes en bodhran (track 1)
- Nicky Eggl – fluitjes, nyckelharpa (tracks 2-4, 6/7)
- Christian Strobl – udu (tracks 2-4), darabuka (8-10)
- Eva Novak – tekstloze zang (track 1, 5, 6/7)
- Theologos Michellis – viool (tracks 8-10)
- Merike Hilmar – cello (tracks 11/12)

## Muziek
| Nr. | Titel                                             | Duur |
| --- | ------------------------------------------------- | ---- |
| 1.  | Bound to live free (Gandalf)                      | 7:15 |
| 2.  | Secret Sarai, part 1 (Gandalf)                    | 2:27 |
| 3.  | Secret Sarai, part 2 (Gandalf)                    | 5:05 |
| 4.  | Secret Sarai, part 3 (Gandalf)                    | 4:39 |
| 5.  | River of destiny (Gandalf)                        | 8:41 |
| 6.  | Road to awareness, part 1 (Gandalf)               | 5:00 |
| 7.  | Road to awareness, part 2 (Gandalf)               | 6:54 |
| 8.  | A song of gratitude and delight, part 1 (Gandalf) | 1:50 |
| 9.  | A song of gratitude and delight, part 2 (Gandalf) | 6:23 |
| 10. | A song of gratitude and delight, part 3 (Gandalf) | 2:07 |
| 11. | Ocean so wide (Gandalf)                           | 6:26 |
| 12. | Setting sails for unknown shores (Gandalf)        | 5:57 |